# 케임브리지 공작 아돌푸스

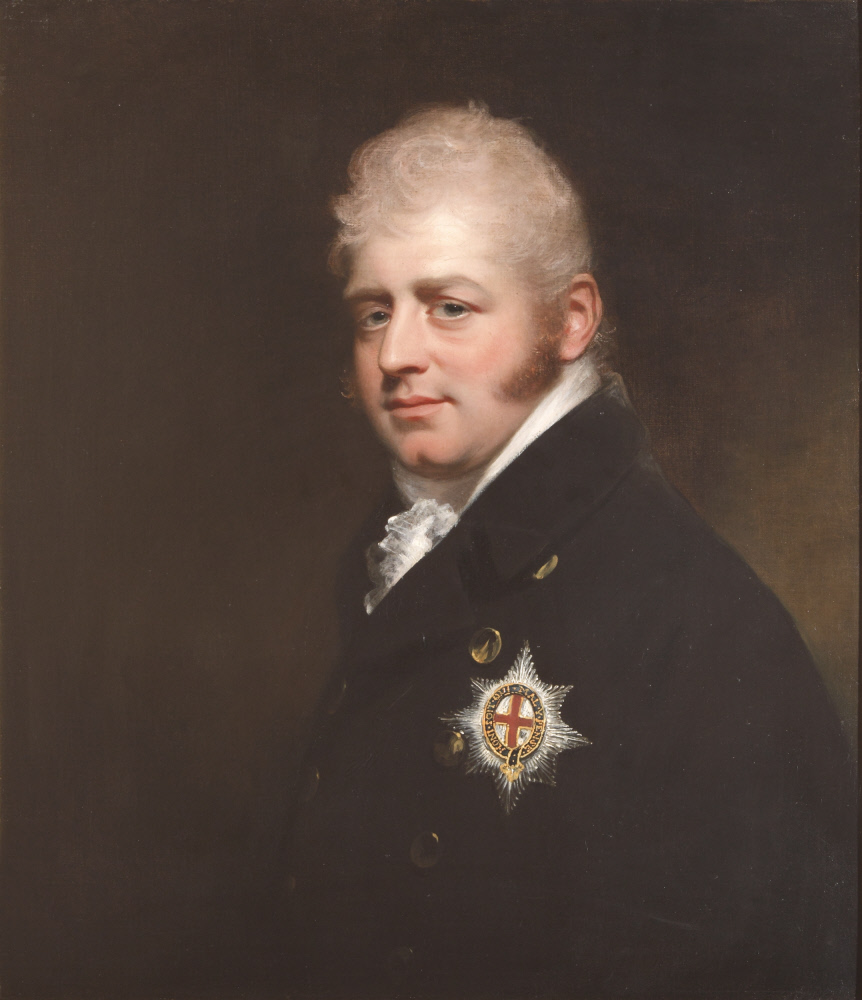
아돌푸스 왕자(윌리엄 비치 그림)

케임브리지 공작 아돌푸스(Prince Adolphus, Duke of Cambridge, KG, GCB, GCMG, GCH, PC)는 영국의 왕족이다. 조지 3세의 일곱째 아들이다. 조지 4세의 동생이다.

## 같이 보기
- 하노버가